# Georg Altmann
Georg Altmann (Berlin, 1884. június 15. – Los Angeles, 1962. június 19.) német színháztörténész, színigazgató.

## Élete
Szülei zsidó kereskedők voltak, középiskolai tanulmányai után irodalmi, művészettörténeti és filozófiai tanulmányokat folytatott Heidelbergben, Berlinben, Münchenben és Oxfordban. Doktori címét 1905-ban szerezte meg Jénában Rudolf Eucken vezetése alatt. Már tanulmányai alatt diákcsoportokban lépett fel, egyik előadásuk botrányt okozott Berlinben, ahol Arthur Schnitzler Der Reigen (A körtánc) című munkája egyes részleteit mutatták be. Berlinben Max Reinhardtól színész- és rendezői oktatást kapott. 1907 eleján a mannheimi nagyherceg udvarában állandó rendező és dramaturg állást kapott.
Egy gazdag amerikai színésznőt vett feleségül, s két gyermekéhez hasonlóan felvette annak állampolgárságát. 1910-ben egy hannoveri magánszínházhoz ment, ahol hagyományos tradíciókat követő hannoveri udvari színházzal szemben a kor modern európai szerzőit vitte színre: Henrik Ibsent, Gerhart Hauptmannt, Frank Wedekindet, August Strindberget, Arthur Schnitzlert, Oscar Wilde-t és George Bernard Shaw-t. 1913-ban Victor Barnowskyt követte a berlini Kleinen Theaters Unter den Linden igazgatójaként. 1921-től szabadúszó vendégigazgatóként, műfordítóként, előadóként és színházi tanfolyamok igazgatójaként dolgozott. 1927-ben Arthur Menge polgármester és Heinrich Tramm fővárosi igazgató kezdeményezésére a Hannoveri Városi Színház vezetője lett.
1929-ben e színházban volt Stefan Zweig Das Lamm des Armen című darabjának világpremiere Theodor Becker főszereplésével. Elődjével, Rolf Roenneke-vel szemben úgy vélte, hogy ha tartózkodik a politikai jellegű nyilatkozatoktól, akkor színházi munkáját sikeresen mentesítheti a Weimari köztársaság politikai küzdelmeitől, ám emiatt a helyi jobb- és baloldal kereszttüzébe került: az SPD azzal vádolta, hogy túl divatos, túl modern a színháza, a politika jobboldala pedig a zsidó származású Altmann elbocsátását követelte. Menge főpolgármester próbált politikai taktikát alkalmazni, intézkedéseket ígérve, s 1932-ben kitartott Altmann mellett. A náci agitátorok közt volt Theodor Abbetmeyer és Robert Stratmann tájképfestő. A náci hatalomátvétel után nem sokkal Altmann lemondott. Ezután Nizzába emigrált, s színikritikusként dolgozott. 1938-ban San Franciscóba költözött, ahol amerikában az elsők közt rendezte Bertolt Brecht darabját. Később átköltözött Los Angelesbe, ahol színházigazgatóként, színházi tanulmányok professzoraként és íróként dolgozott.

## Munkái
- Theater pictorial; a history of world theater as recorded in drawings, paintings, engravings, and photographs, Berkeley, University of California Press, 1953
- Good advice from the "bad" Hamlet Washington, DC : Univ. and College Theatre Assoc., 1950
- Heinrich Laubes Prinzip der Theaterleitung, Hildesheim : Gerstenberg, 1978, Reprograph. Dr. d. Ausg. Dortmund, 1908
- Goethe und Niedersachsen, Hannover : Hahn, 1932
- Alt-Nürnberg. Schwän̈nke, Lieder und Tänze des Hans Sachs und seiner Zeitgenossen, Berlin : Drei Masken-Verl., 1918
- Der reizende Gaston : Lustspiel in 3 Akten, Deutsch von George Altmann, Berlin : Arcadia-Verlag, 1925
- Ludwig Devrient : Leben u. Werke e. Künstlers, Berlin : Ullstein A.G., 1926
- Vor fremden und eigenen Kulissen : Geschautes u. Erlebtes, Emsdetten/Westf. : Lechte, 1964
- Das Schauspiel unter der Direktion von Dr. George Altman 1927-1933, Berlin : Marita Hasenclever, 1933?
- Meine Anfänge : 1902–1910, 1933–1946

## Fordítás
- Ez a szócikk részben vagy egészben  a   Georg Altmann című német Wikipédia-szócikk ezen változatának fordításán alapul.  Az eredeti cikk szerkesztőit annak laptörténete sorolja fel. Ez a jelzés csupán a megfogalmazás eredetét és a szerzői jogokat jelzi, nem szolgál a cikkben szereplő információk forrásmegjelöléseként.